# Metuchen
Metuchen é um distrito localizado no estado americano de Nova Jérsei, no Condado de Middlesex.

## Demografia
Segundo o censo americano de 2000, a sua população era de 12.840 habitantes.
Em 2006, foi estimada uma população de 13.216, um aumento de 376 (2.9%).

## Geografia
De acordo com o United States Census Bureau tem uma área de
7,1 km², dos quais 7,1 km² cobertos por terra e 0,0 km² cobertos por água.

## Localidades na vizinhança
O diagrama seguinte representa as localidades num raio de 8 km ao redor de Metuchen.